# 聖莫里茲湖
聖莫里茲湖是瑞士格勞賓登州聖莫里茲的湖泊，面積0.78平方公里，海拔高度1,768公尺，最大水深44公尺，蓄水量2,000立方公尺，是一觀光勝地。

## 外部連結
- St. Moritz （页面存档备份，存于）